# Погребов, Николай Фёдорович
Николай Фёдорович Погребов (1860, Санкт-Петербург — 1942, Ленинград) — российский и советский геолог и гидрогеолог. Заслуженный деятель науки РСФСР (1940). Основоположник отечественной гидрогеологии и инженерной геологии.
Один из создателей отечественных научных школ по гидрогеологии и инженерной геологии. Под его руководством были выполнены первые региональные обобщения по подземным водам и их ресурсам, начаты стационарные наблюдения за режимом подземных вод в городах страны, составлена первая гидрогеологическая карта СССР (1940—1941).

## Биография
Родился 5 (17) ноября 1860 года в Санкт-Петербурге.
В 1878 году окончил механическое отделение дополнительного класса Санкт-петербургского первого реального училища.
С 1884 года учился в Горном институте Императрицы Екатерины II в Санкт-Петербурге. В 1887 году, в связи с делом Александра Ульянова о покушении на жизнь Александра III, был сослан в Архангельскую губернию на три года. В 1891 году, после возвращения из ссылки,  окончил институт и стал работать в Геологическом комитете.
Изучал гидрологию окрестностей Санкт-Петербурга и «Прибалтийский сланцевый бассейн», опубликовал монографию «Прибалтийские горючие сланцы» (1919) Архивная копия от 15 января 2022 на Wayback Machine. Входил в «Сапропелевый комитет» Комиссии по изучению естественных производительных сил.
В 1921 году был арестован по Делу Таганцева вместе с A. И. Горбовым, С. С. Манухиным, П. И. Бутовым и В. И. Яворским, членами Сапропелевого комитета Комиссии по изучению естественных производительных сил России. По постановлению президиума Петроградской губчека от 3 октября 1921 года был приговорён к двум годам принудительных работ; в ноябре 1921 года был выслан в Архангельск, но уже в начале следующего года возвращён в Петроград. Жил на 3-й линии Васильевского острова, д. 8, кв. 16.
В 1930—1936 годах — профессор Ленинградского горного института; был сотрудником ЦНИГРИ (впоследствии, ВСЕГЕИ).
В 1931 году председательствовал на Первом Всесоюзном гидрогеологическом съезде.
Под его руководством были выполнены первые региональные обобщения по подземным водам и их ресурсам, начаты стационарные наблюдения за режимом подземных вод в городах страны, составлена первая гидрогеологическая карта CCCP (1940—1941).
В 1936 году было торжественно отмечено его 75-летие
С первых дней Великой Отечественной войны возглавлял отдел военной геологии ВСЕГЕИ и консультировал военно-морские учреждения по инженерно-геологическим вопросам. В блокадном Ленинграде Н. Ф. Погребов непосредственно руководил рабочей группой по водообеспечению больницы им. И. И. Мечникова. Скончался от голода 10 января 1942 года в блокадном Ленинграде. Похоронен на Смоленском кладбище.

## Научная деятельность
Открыл (1902) и изучал (1916—1927) Прибалтийский бассейн горючих сланцев, гидрогеологию северо-запада Европейской России (1904—1940), оползни в Поволжье (1914—1916) и в Крыму (1924—1936). Руководил 1-м Всесоюзным гидрогеологическим съездом (1931), 1-м Всесоюзным оползневым совещанием (1934). Организовал Крымскую оползневую станцию (1930), режимную гидрогеологическую станцию (1932) в Ленинградской области на так называемом Силурийском плато, регионе выхода ордовикских пород.
Основные труды по региональной гидрогеологии, инженерной геологии и водоснабжению ряда городов, а также по изучению горючих сланцев Эстонии и Ленинградской области. Н. Ф. Погребов — автор 129 научных работ.

## Семья
Первая семья распалась. В 1910 году он женился второй раз, на Александре Ивановне Фроловой, которая работала библиотекарем в Геологическом комитете. У них родились два сына и дочь. На купленном в Ваммельсуу участке они построили дачный дом. В 1917 году, когда положение в революционном Петрограде ухудшилось, семья решила перезимовать в недостроенной даче. В декабре 1917 года Николай Фёдорович Погребов выехал в Петроград на последнем товарном поезде; граница была закрыта и его семья осталась на даче, фактически — за границей. Встретиться им больше не удалось.
Один из сыновей, Николай Николаевич Погребов, в 1957 году вернулся на Родину. Второй сын, Сергей Николаевич Погребов (1911—1944), в 1930-х годах в поисках работы переехал в Хельсинки. Женился на Зинаиде Николаевне, урождённой Галочкиной (1909—2011). Зимой 1944 года они попали в финской столице под бомбёжку; Зинаида, бывшая на пятом месяце беременности, получила тяжёлое ранение, а Сергей погиб. В мае 1944 года в госпитале в Пиетарсаари, куда на лечение отправили Зинаиду, родился мальчик, получивший имя Сергей. Он воспитывался русскими бабушкой и дедушкой, окончил Хельсинкский университет (1975), получив диплом биолога (Ph.D.); около 30 лет работал в Финском институте целлюлозы и бумаги.
Внучка Погребова — Людмила Ширяева, балетмейстер.